# Cupola

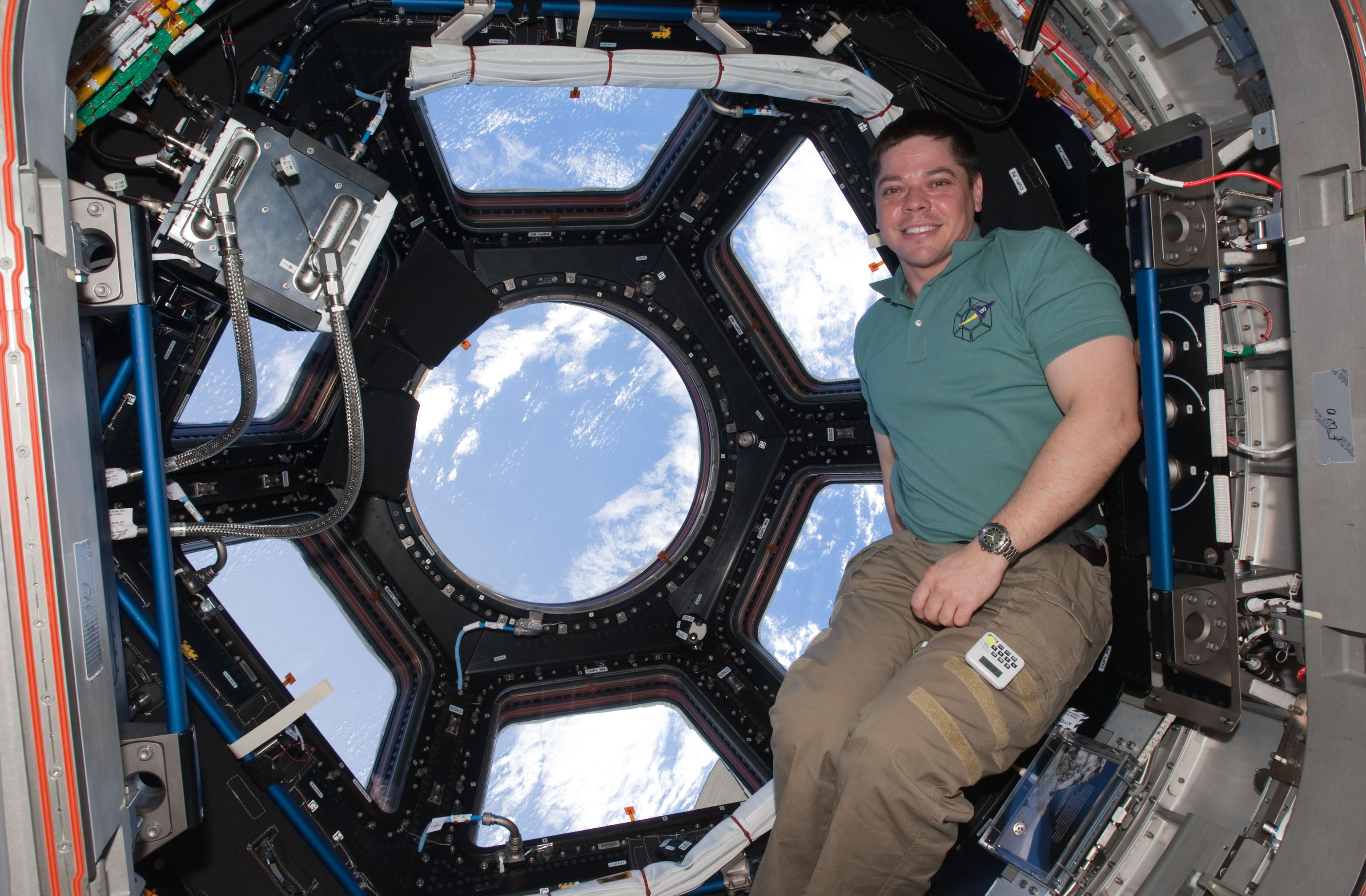
Americký astronaut Robert Behnken v modulu Cupola v roce 2010

Cupola (anglicky kupole) je modul kosmické stanice ISS, který zajistila Evropská kosmická agentura a který umožní práci a 180° výhled až dvěma členům posádky stanice. To zjednoduší práci např. s robotickým ramenem či při vykládání nákladového prostoru amerického raketoplánu.
Modul byl navržen a vyroben italskou firmou Alenia – má tvar kupole tvořené šesti bočními a jedním vrchním oknem vybavenými poklopy sloužícími jako ochrana před mikrometeority a vesmírným smetím. Celá konstrukce má téměř 3 metry v průměru a 1,5 metru na výšku a měla by být připojena na jeden z napojovacích uzlů amerického modulu Unity. Kromě komunikační techniky může být v modulu Cupola umístěno jedno ze dvou identických ovládání kanadského robotického ramene.
V současnosti je Cupola majetkem NASA (převedena za dopravu a servis ISS pro ESA) a byl vynesen do vesmíru během letu raketoplánu STS-130 který odstartoval 8. února 2010.

## Technické podrobnosti
- celková výška: 1,5 m
- maximální průměr: 2,95 m
- hmotnost: 1 880 kg